# Oil-for-food
Il programma Oil-for-food (letteralmente "petrolio in cambio di cibo"), attivato dalle Nazioni Unite nel 1995 (con la risoluzione n. 986) e terminato nel 2003, puntava a permettere all'Iraq di vendere petrolio nel mercato mondiale, senza per questo agevolare l'Iraq nella ricostruzione del proprio esercito, in cambio di cibo, medicine, e altre necessità umanitarie indirizzate alla popolazione irachena che stava subendo dal 1990 pesanti sanzioni economiche che causarono tra l'altro più di 500.000 decessi di bambini secondo il rapporto Unicef del 1999. Il petrolio era venduto in dollari, mentre il programma permetteva all'Iraq di detenere in euro le riserve di valuta estera per l'importazione di tali generi.
È stato il primo programma al mondo di aiuti umanitari il cui costo è stato fatto pagare al destinatario degli aiuti.

## Modalità
Il petrolio doveva essere pagato dall'acquirente direttamente su un conto deciso dal Segretario Generale dell'ONU (1 b), che approvava prezzo e condizioni di trasporto delle singole transazioni (1 a). Il conto in questione alimentava il Fondo per lo Sviluppo dell'Iraq, che dopo l'invasione del 2003 fu gestito dalla Coalition Provisional Authority ().
Il programma fu introdotto dal presidente statunitense Bill Clinton nel 1995, per cercare di ovviare ai disagi della popolazione civile irachena inflitti dalle sanzioni economiche istituite al fine di ottenere la demilitarizzazione dell'Iraq di Saddam Hussein durante la prima guerra del Golfo. Le sanzioni cessarono nel 2003 dopo l'invasione militare dell'Iraq, e le funzioni umanitarie del programma oil-for-food furono traslate nella Coalizione Provvisoria di stanza nel territorio.
Sotto l'egida dell'ONU, venne venduto sul mercato mondiale petrolio per più di 130 miliardi di dollari. Ufficialmente, circa 90 miliardi furono usati per bisogni umanitari, una parte per ricostruire i danni della guerra del Golfo, una parte per supportare le operazioni amministrative e operative dell'UN (2.2%), e per finanziare i costi del programma di ispezione per la presenza di armi (0.8%).

## Progetto e contesto storico
Il Programma Oil-for-Food fu istituito per alleviare le sofferenze dei civili causate dalle vaste sanzioni contro l'Iraq deliberate dall'ONU all'indomani dell'invasione del Kuwait nell'agosto 1990.
La Risoluzione 706 del 15 agosto 1991 mirava a permettere all'Iraq di vendere petrolio scambiandolo con generi alimentari.
La Risoluzione 712 del 19 settembre 1991 confermava che l'Iraq poteva vendere fino a 1,6 miliardi $ per finanziare il Programma Oil-For-Food
Dopo iniziali rifiuti l'Iraq firmò un "memorandum of understanding" (MOU) nel maggio 1996 per rendere operativa la risoluzione.
Il Programma Oil-for-Food iniziò nel dicembre 1996 e le prime spedizioni di cibo arrivarono nel marzo 1997. Circa il 60 per cento dei 26 milioni di iracheni furono semplicemente dipendenti dalle razioni del programma in quanto i bombardamenti della coalizione avevano distrutto gli impianti di produzione di energia elettrica e le strutture fognarie e di depurazione delle acque. Inoltre anni di sanzioni economiche avevano ridotto il reddito pro capite di quattro quinti, raddoppiato la mortalità infantile, causato epidemie di tifo e colera, fatto crollare i livelli di alfabetizzazione, un crescente numero di persone erano ridotte alla fame e secondo l'Unicef era triplicato il tasso di mortalità.
Il Programma usava un sistema di garanzia: il petrolio esportato dall'Iraq era pagato dai beneficiari su un conto di garanzia della Banca BNP Paribas piuttosto che del governo iracheno. Il denaro veniva quindi ripartito: una parte per pagare le riparazioni al Kuwait e le operazioni in corso della coalizione e dell'ONU, la restante (e la maggior parte del profitto) era a disposizione del governo iracheno per l'acquisto dei prodotti concordati.
Al governo iracheno infatti fu permesso di acquistare solo prodotti che non fossero sottoposti a embargo. Alcuni prodotti, come i generi alimentari grezzi, furono spediti immediatamente, ma le richieste per la maggior parte dei prodotti, incluse cose semplici come matite e acido folico, furono bloccate in processi di autorizzazione che si esaurivano in media in circa sei mesi. L'afflusso di medicinali fu agevolato dopo un'inchiesta condotta dal quotidiano britannico Independent, il cui corrispondente mediorientale Robert Fisk in una serie di articoli del 1997 aveva rivelato il picco dei dati di mortalità infantile riconducibili all'utilizzo di uranio impoverito nella prima guerra del Golfo.
Tutti i prodotti che si riteneva potessero avere una qualche applicazione nello sviluppo di armi chimiche, biologiche o nucleari non potevano essere a disposizione del regime a prescindere dalla funzione per la quale erano stati richiesti.

## Problematiche e abusi
Nel 1998 il diplomatico Denis Halliday a capo del programma si dimise contestando le sanzioni definendole "genocide". Due anni dopo si dimise il suo sostituto, il rispettato Hans von Sponeck per motivi analoghi.
Nel 2002, 300 personalità autorevoli di tutto il mondo, tra i quali i premi Nobel Desmond Tutu, Mairead Corrigan, Bernard Lown, firmarono l'appello di Hans-Christof von Sponeck, già coordinatore umanitario delle Nazioni Unite per l'Iraq, per chiedere la fine delle sanzioni economiche all'Iraq, giudicate inique e ritenendole una violazione dei diritti umani e degli standard umanitari.
Sin dal 2000 il programma fu giudicato ad elevato livello di vulnerabilità a seguito di controlli interni alle Nazioni unite. Fu però con l'invasione dell'Iraq del 2003 che si ritenne di aver conseguito la prova dell'esistenza di uno schema illecito corruttivo che coinvolgeva funzionari dell'ONU e il governo iracheno.
Una serie di indagini confermò sostanzialmente gli addebiti, anche se condotte sotto diversi profili e da diverse autorità: le Nazioni Unite incaricarono una commissione di indagine presieduta dall'ex governatore della FED Paul Volcker (il cui primo rapporto interinale individuò uno dei gestori del programma, Benon Sevan, come destinatario di tangenti per quasi 150,000 dollari USA); la forza multinazionale di occupazione dell'Iraq dedicò al problema parte del rapporto Duelfer del 30 settembre 2004 nel quale tra l'altro emersero cospicue vendite di petrolio illegali soprattutto alla Giordania e alla Turchia; nel Congresso degli Stati Uniti d'America il Committee on International Relations della Camera dei rappresentanti e la sottocommissione d'inchiesta Coleman del Senato dedicarono una serie di audizioni, nel corso delle quali emerse il coinvolgimento del parlamentare inglese George Galloway (destinatario, tra gli altri, di tangenti per 600,000 dollari USA); il Government Accountability Office (GAO) del Congresso americano valutò in una sua analisi (citata da uno studio del Pentagono sul medesimo oggetto e prodotta nelle audizioni svolte dalla sottocommissione congressuale di inchiesta) che lo schema corruttivo aveva generato 10.1 miliardi di dollari USA in proventi illeciti, distribuiti dal governo iracheno a una vastissima platea di beneficiari; il giudice istruttore francese Philippe Courroye inquisì per corruzione i due funzionari del ministero degli Esteri francese Jean-Bernard Mérimée e Serge Boidevaix, unitamente a Bernard Guillet, collaboratore del senatore Charles Pasqua; la Corte distrettuale di Manhattan per le tangenti dispose l'arresto nel 2006 del sud-coreano Tongsun Park e il mandato di cattura per Sevan e per Efraim "Fred" Nadler, uomo d'affari newyorchese; il governo Maliki, a nome della Repubblica dell'Iraq, rappresentato da Mark Maney e Roliff Purrington (e poi anche dallo studio Bernstein Liebhard), intraprese nel 2008 un'azione civile dinanzi alla giustizia statunitense contro 100 ditte di vari paesi soprattutto americane per il ruolo da esse svolto nello schema corruttivo.

## Filmografia
La vicenda è stata raccontata in "Backstabbing for Beginners: My Crash Course in International Diplomacy", libro di memorie di Michael Soussan.
A questo si è poi ispirato il film Giochi di potere del 2018.